# 坦德區

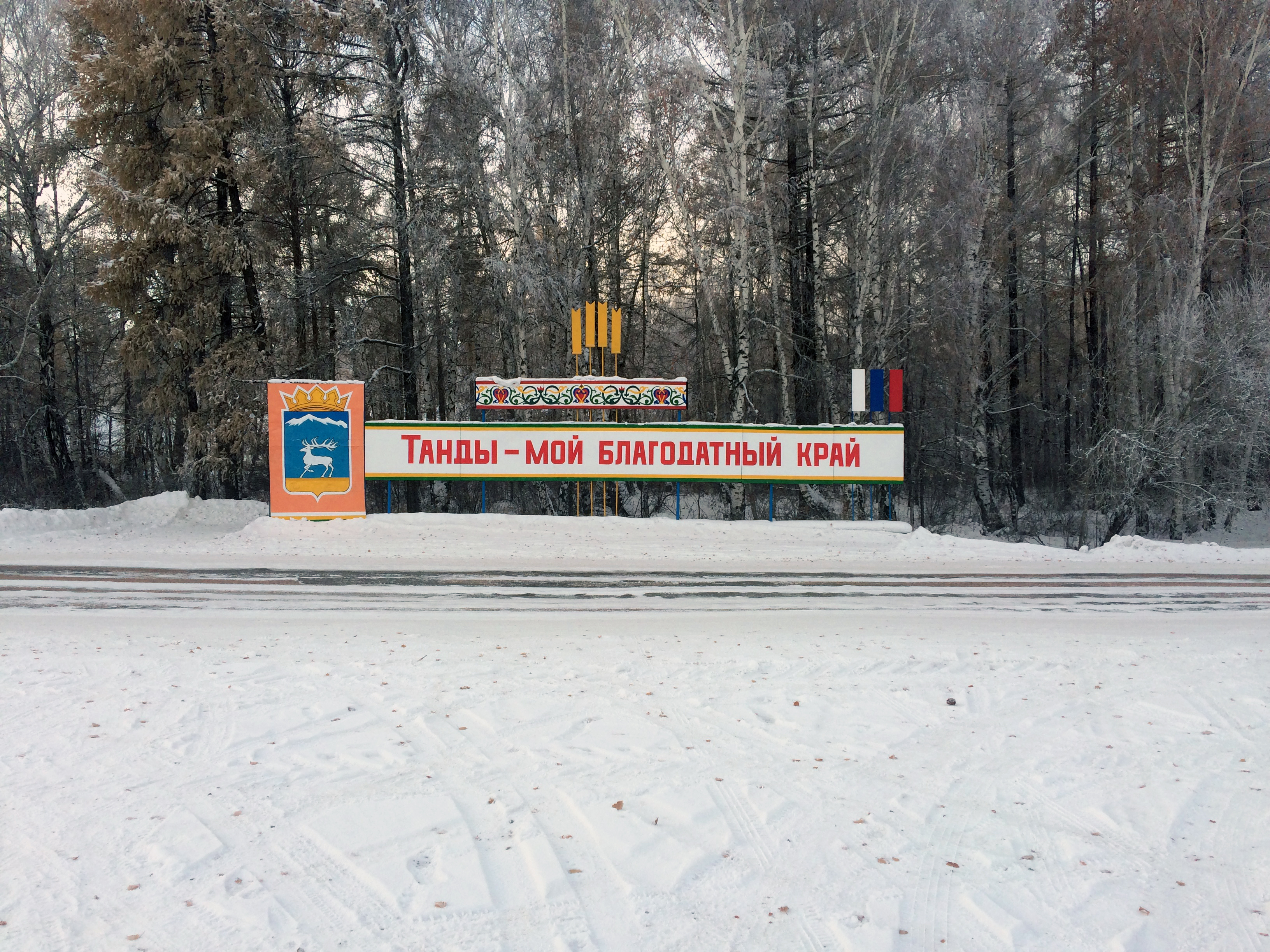
欢迎标语

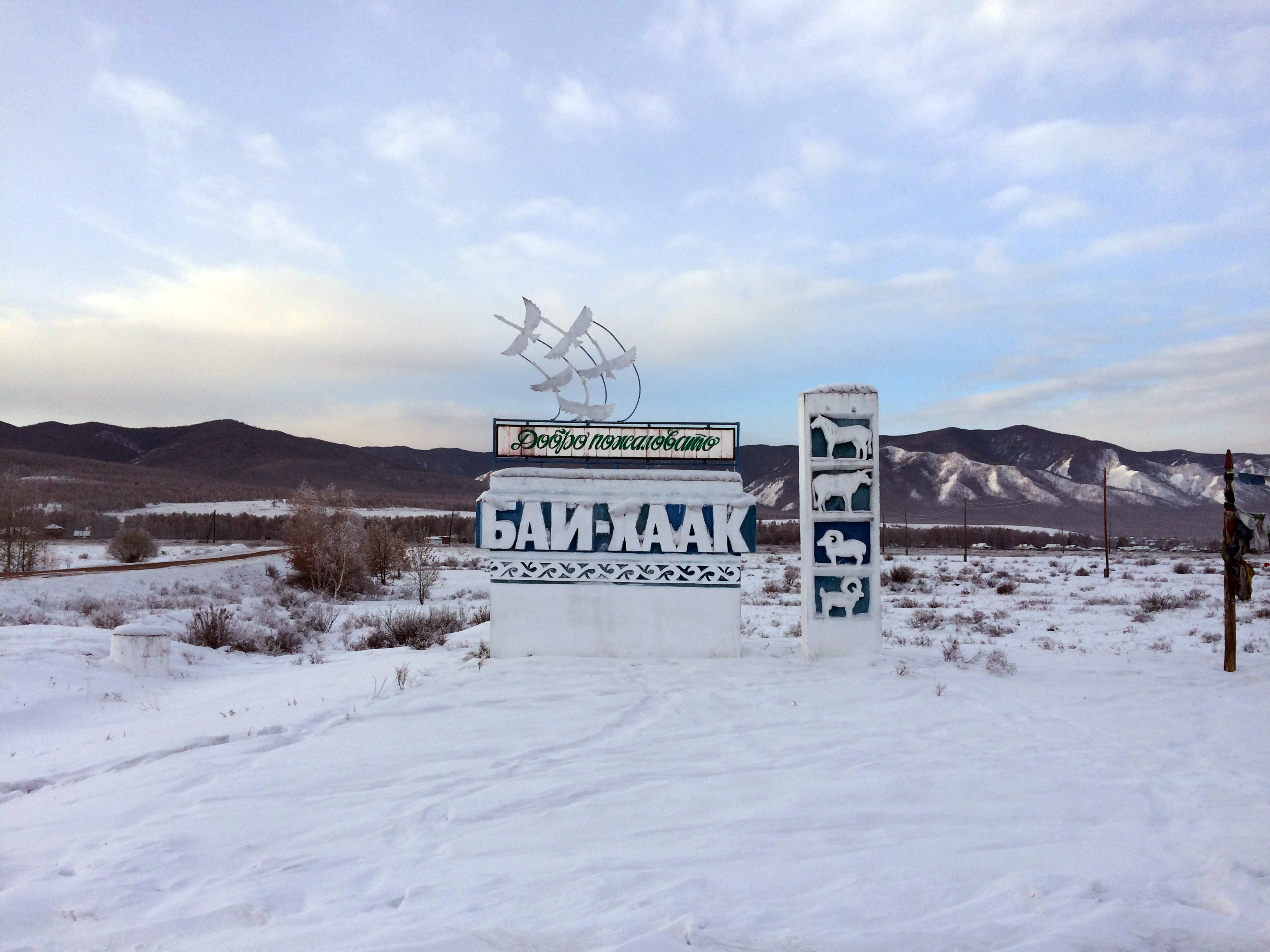
行政中心拜-哈克

坦德區（俄语：Танди́нский кожуун）是俄羅斯圖瓦共和國的一個区，位於图瓦共和国中部，面積5,091.7平方公里，2010年該旗人口12,891，人口密度每平方公里2.53人。行政中心在拜-哈克。
该区的名字“Таңды”在图瓦语中意为“高山、高地泰加林”。

## 外部連結
- https://www.tandy-kozhuun.ru/（页面存档备份，存于）